# Phyllochaetopterus polus
Phyllochaetopterus polus är en ringmaskart som beskrevs av Morineaux Nishi Ormos och Mouchel 20. Phyllochaetopterus polus ingår i släktet Phyllochaetopterus och familjen Chaetopteridae. Inga underarter finns listade i Catalogue of Life.